# Yanmar Diesel Soccer Club 1991-1992
Questa voce raccoglie le informazioni riguardanti lo Yanmar Diesel Soccer Club nelle competizioni ufficiali della stagione 1991-1992

## Stagione
Immediatamente eliminato dalle coppe e alla sua prima partecipazione in seconda divisione, lo Yanmar Diesel lottò per le posizioni valide per la promozione avendo la peggio a causa della peggiore differenza reti nei confronti del Sumitomo Metal Industries. Al termine della stagione, in concomitanza con lo scioglimento della Japan Soccer League, lo Yanmar Diesel ottenne la qualificazione al primo raggruppamento della neocostituita Japan Football League.

## Rosa
| N. |                     | Ruolo | Calciatore         |
| -- | ------------------- | ----- | ------------------ |
| 1  | Giappone (bandiera) | P     | Kazumi Tsubota     |
| 2  | Giappone (bandiera) | D     | Tomoyuki Kajino    |
| 3  | Giappone (bandiera) | D     | Shunji Kishi       |
| 4  | Giappone (bandiera) | D     | Satoshi Kajino     |
| 5  | Giappone (bandiera) | C     | Hisanori Shirasawa |
| 8  | Giappone (bandiera) | A     | Katsuhiro Kusaki   |
| 10 | Brasile (bandiera)  | C     | Walter             |

| N. |                     | Ruolo | Calciatore         |
| -- | ------------------- | ----- | ------------------ |
| 12 | Giappone (bandiera) | D     | Rikiya Kawamae     |
| 13 | Giappone (bandiera) | C     | Hiroaki Morishima  |
| 21 | Giappone (bandiera) | P     | Yūji Itō           |
| 23 | Giappone (bandiera) | C     | Katsuhiro Minamoto |
| 24 | Giappone (bandiera) | A     | Takashi Yamahashi  |
| 30 | Giappone (bandiera) | P     | Jirō Takeda        |

## Statistiche

### Statistiche di squadra
| Competizione          | Punti | Totale | Totale | Totale | Totale | Totale | Totale | DR  |
| Competizione          | Punti | G      | V      | N      | P      | Gf     | Gs     | DR  |
| --------------------- | ----- | ------ | ------ | ------ | ------ | ------ | ------ | --- |
| JSL Division 2        | 65    | 30     | 20     | 5      | 5      | 56     | 17     | +39 |
| JSL Cup               | -     | 1      | 0      | 0      | 1      | 3      | 4      | -1  |
| Coppa dell'Imperatore | -     | 1      | 0      | 0      | 1      | 2      | 3      | -1  |
| Totale                | -     | 32     | 20     | 5      | 7      | 61     | 24     | +37 |